# Epatite B
L'epatite B è una malattia infettiva, causata dal virus HBV, appartenente alla famiglia Hepadnaviridae, che colpisce il fegato degli hominoidea. La malattia, nota in origine come "epatite da siero", è causa di epidemie in alcune parti dell'Asia e in Africa ed è a carattere endemico in Cina. Circa un quarto della popolazione mondiale, più di due miliardi di persone, è stato contagiato dal virus dell'epatite B ed esistono circa 350 milioni di portatori cronici del virus.
La trasmissione di epatite B avviene tramite esposizione a sangue infetto o a fluidi corporei come sperma e liquidi vaginali, mentre il DNA virale è stato rilevato anche nella saliva, nelle lacrime e nell'urina di portatori cronici con alto titolo nel siero sanguigno. Il virus dell'epatite B non può essere però trasmesso attraverso il contatto casuale, come per esempio il tocco delle mani, la condivisione di posate o bicchieri, l'allattamento, baci, abbracci, tosse o starnuti. Il virus è comunque in grado di sopravvivere fino a 7 giorni nell'ambiente.
La malattia provoca un'infiammazione acuta del fegato, vomito, ittero e, di rado, può portare alla morte. L'epatite B cronica può causare cirrosi epatica e cancro al fegato, una malattia mortale con una scarsa risposta alla chemioterapia. L'infezione si può prevenire con la vaccinazione. Si stima che ogni anno muoiano circa 750 000 persone per le conseguenze dell'epatite B.
Nel caso l'infezione coinvolga un bambino non vaccinato, evento possibile per varie cause (alla nascita dalla madre infetta anche se asintomatica, per contatto con tagli o ferite aperte di adulti o altri bambini infetti, ecc.), lo sviluppo di condizioni croniche avviene con una frequenza variabile tra l'80 e il 90% in caso di infezione nel primo anno di vita, e tra il 50 e il 60% nel caso di infezione prima dei 6 anni. Per prevenire questi rischi, la posizione ufficiale dell'Organizzazione mondiale della sanità è che tutti i neonati dovrebbero ricevere la loro prima dose di vaccino entro le prime 24 ore dalla nascita; il vaccino antiepatite B è efficace nel 95% dei casi nel prevenire l'infezione e le sue conseguenze croniche, ed è stato il primo vaccino a essere sviluppato come forma di prevenzione contro gravi tumori. Il vaccino antiepatite B è considerato particolarmente sicuro; gli effetti collaterali, come per gli altri vaccini, sono rari e particolarmente blandi (arrossamento della pelle nel punto dell'iniezione, febbre leggera di breve durata); nonostante numerosi studi a lungo termine, non è mai emersa evidenza di gravi eventi avversi connessi in modo causale alla vaccinazione.

## Storia
Il virus dell'epatite B ha infettato l'uomo almeno dall'età del bronzo. Le prove di ciò sono state ottenute dall'analisi di resti umani risalenti a 4 500 anni fa. Secondo uno studio pubblicato nel 2018, i genomi virali ottenuti mediante sequenziamento shotgun sono i più antichi mai recuperati da vertebrati. Inoltre, è stato scoperto che alcuni antichi ceppi virali dell'epatite sono ancora responsabili di infezione negli esseri umani, mentre altri si sono estinti. Ciò ha smentito la teoria in cui si voleva che l'epatite B avesse avuto origine nel Nuovo Mondo e che si fosse poi diffusa in Europa intorno al XVI secolo. Un altro studio, sempre del 2018, effettuato sui resti di un bambino mummificato trovato nella Basilica di San Domenico Maggiore a Napoli ha concluso che questi, vissuto nel XVI secolo, accusava una forma di HBV e che il virus fosse strettamente correlato alle varianti moderne. Gli studi genomici confermano, tuttavia, un'origine più antica nell'uomo. Un particolare sottogenotipo, detto C4, dell'epatite B risulta presente negli aborigeni australiani e in nessun altro luogo nel sud-est asiatico, suggerendo un'origine antica stimabile in 50 000 anni. Ulteriori studi hanno confermato che il virus fosse presente negli esseri umani 40 000 anni fa per poi diffondersi insieme a loro.
La prima testimonianza di un'epidemia provocata dal virus dell'epatite B la si deve a Lürman nel 1885. Un'epidemia di vaiolo si era verificata a Brema nel 1883 tra i 1 289 dipendenti di un cantiere che erano stati vaccinati con il siero di altre persone. Dopo diverse settimane, e fino a otto mesi più tardi, 191 dei lavoratori vaccinati si ammalarono di itterizia e fu loro diagnosticata epatite da siero. Gli altri dipendenti che erano stati inoculati con differenti lotti di siero rimasero sani. Uno scritto di Lürman, oggi considerato un classico esempio di studio epidemiologico, dimostrò che il siero contaminato era stato l'origine del focolaio. In seguito, numerosi focolai simili furono riportati a seguito dell'introduzione, nel 1909, di aghi ipodermici che venivano riutilizzati per il trattamento della sifilide. Il virus non fu comunque scoperto fino al 1965, quando Baruch Blumberg, che allora lavorava presso il National Institutes of Health, scoprì l'antigene Australia (più tardi conosciuto per essere antigene di superficie dell'epatite B, o HBsAg) nel sangue di aborigeni australiani. Un virus era comunque stato sospettato a partire dallo studio pubblicato da MacCallum nel 1947. Nel 1970, grazie al microscopio elettronico venne visualizzato il virus e nei primi anni ottanta il genoma del virus è stato sequenziato e furono testati i primi vaccini.

## Epidemiologia
Alta: prevalenza superiore a 8%
     Moderata: tra il 2 e il 7%
     Bassa: inferiore al 2%

Diffusione dell'epatite B nel mondo (2005):
Alta: prevalenza superiore a 8%
Moderata: tra il 2 e il 7%
Bassa: inferiore al 2%

Incidenza dell'epatite B nel mondo (2017)

Nel 2004 si stimava che ci fossero 350-400 milioni di portatori cronici dell'epatite B in tutto il mondo e che un terzo della popolazione mondiale sia portatrice di anticorpi specifici del virus (e che quindi abbia contratto il virus nel corso della propria vita). La prevalenza di malati varia da oltre il 10% in Asia allo 0,5% negli Stati Uniti e in Europa settentrionale. Si stima che ogni anno 4,5 milioni di soggetti contraggano il virus e che solo una parte di essi vada incontro a epatite cronica, cirrosi ed epatocarcinoma cellulare; secondo l'Organizzazione mondiale della sanità, l'epatite B provoca oltre 600 000 decessi annui per le conseguenze croniche della malattia.
Le vie di infezione includono la trasmissione verticale (ad esempio attraverso il parto), la trasmissione orizzontale nei primi anni di vita (morsi, lesioni e le abitudini sanitarie) e da adulti (contatto sessuale, uso di droghe per via endovenosa). In zone a bassa prevalenza, come i territori continentali degli Stati Uniti e l'Europa occidentale, l'iniezione di droghe e i rapporti sessuali non protetti sono le vie principali di infezione, anche se altri fattori possono risultare importanti. In aree di prevalenza moderata, che comprendono l'Europa orientale, Russia e Giappone, in cui 2-7% della popolazione è cronicamente infetta, la malattia è diffusa soprattutto tra i bambini. Nelle zone di alta prevalenza come la Cina e Sud-est asiatico, la trasmissione durante il parto è la modalità più frequente. La prevalenza dell'infezione cronica da HBV nelle aree di alta endemicità è almeno l'8%. Nel 2010 la Cina aveva 120 milioni di persone infette, seguita da India e Indonesia, rispettivamente con 40 e 12 milioni.
La maggioranza dei soggetti infetti nei paesi dell'Europa occidentale ha un'infezione di lunga durata, sostenuta dal ceppo mutante sull'"e" o e-minus, questo poiché l'introduzione capillare della vaccinazione ha notevolmente ridotto i nuovi casi di infezione. Nei paesi dell'Europa dell'Est, in Asia e Africa, dove invece la frequenza di nuove infezioni è ancora alta, la maggioranza dei soggetti è infetta dal ceppo selvatico o wild-type.

## Eziologia
Il virus dell'epatite B appartiene alla famiglia Hepadnaviridae e presenta un genoma a DNA a doppio filamento circolare e un virione icosaedrico rivestito. Per la replicazione sfrutta la trascrittasi inversa, fa perciò parte dei virus a DNA a trascrizione inversa (detti anche retrovirus a DNA), del gruppo VII della classificazione di Baltimore, attraverso una forma intermedia a RNA e l'uso di una trascrittasi inversa che lo fa assomigliare ai retrovirus. Se ne conoscono quattro sierotipi: adr, ADW, Ayr, ayw.
Anche se la replicazione avviene nel fegato, il virus si diffonde nel sangue dove, nelle persone infette, si possono trovare le proteine specifiche del virus e i suoi corrispondenti anticorpi. Esami del sangue per queste proteine e anticorpi sono utilizzati per diagnosticare l'infezione.

## Patogenesi
Il virus dell'epatite B interferisce soprattutto con le funzioni del fegato replicandosi nelle sue cellule, gli epatociti. Il recettore è NTCP = Sodium Taurocholate Co-transporting Polypeptide. I virioni di HBV si legano alla cellula ospite tramite l'antigene di superficie e in seguito vengono interiorizzati per endocitosi. Recettori specifici HBV sono presenti soprattutto sugli epatociti, tuttavia il DNA virale e le proteine sono state rilevate anche in siti extraepatici, suggerendo che i recettori cellulari per l'HBV possano esistere anche su cellule extraepatiche.
Durante l'infezione da HBV la risposta immunitaria causa sia il danno epatocellulare sia la clearance virale. Anche se la risposta immunitaria innata non gioca un ruolo significativo in questi processi, la risposta immunitaria, con i linfociti citotossici in particolare, contribuisce alla maggior parte dei danni al fegato associati con l'infezione da HBV.
La trasmissione di epatite da virus B deriva da esposizione a sangue infetto o fluidi corporei contenenti sangue. Si può trasmettere per:
- via parenterale (dal greco parà ènteron, ovvero "al di fuori dell'intestino"), ossia con il contatto su mucose o ferite di sangue infetto, con lesioni accidentali da aghi o altri taglienti infetti, strumentario medico chirurgico non opportunamente sterilizzato e infine, evenienza assai rara oggi dal momento che si fanno controlli sierologici, con la pratica delle emotrasfusioni;
- via parenterale inapparente, ossia tramite l'uso di oggetti che possono creare microtraumi cutanei, per esempio rasoi e forbici da unghie infetti;
- via transplacentare e perinatale, al neonato da parte di madre infetta;
- via sessuale;
- contatto o convivenza con animali di fogna (blatte) che si trovano soprattutto in Paesi poveri come l'Africa, l'India o la Cina.

L'HBV può essere trasmesso tra familiari all'interno delle famiglie, prevalentemente per il contatto di pelle non intatta o delle mucose con secrezioni o saliva contenente HBV. Tuttavia, almeno il 30% delle segnalazioni di epatite B tra gli adulti non può essere associato ad alcun fattore di rischio identificabile.
La storia naturale dell'infezione è completamente diversa a seconda che l'infezione venga contratta nella prima infanzia, nel qual caso si assiste a una percentuale di cronicizzazione in oltre il 90% dei casi, o in età adulta. In quest'ultimo caso la guarigione avviene in oltre il 90% dei casi. La guarigione si manifesta dal punto di vista laboratoristico con la scomparsa della proteina HBsAg e con la comparsa di un livello di anticorpi contro questa proteina, detti HBsAb, protettivo, cioè maggiore di 10 mUI/ml. La persistenza dell'HBsAg, e quindi dell'infezione, oltre 6 mesi definisce lo stato di epatite B cronica.
La presenza dell'anticorpo HBeAb e di una bassa carica virale nel sangue trasforma il soggetto da un paziente con epatite B attiva a un "portatore inattivo", non capace di infettare altri soggetti, ma comunque a rischio di possibile futura riattivazione virale, e in una situazione minimamente evolutiva se non per nulla evolutiva. A questo punto, dopo la comparsa dell'HBeAb e la fine del processo epatitico si possono verificare due circostanze
:
- Nel primo caso il soggetto può sviluppare anche l'anticorpo contro la proteina HBsAg (HBsAb) e quindi guarire. Questo avviene soprattutto entro i primi 6 mesi dall'infezione (ma non solo) ed è il meccanismo attraverso cui la maggior parte dei soggetti affetti guarisce.
- Nel secondo caso il soggetto può restare anni nello stato di portatore cronico inattivo. Tuttavia la pressione selettiva esercitata dal sistema immunitario attraverso l'HBeAb può indurre il virus a mutare. Il nuovo ceppo virale mutante impara a replicare senza esprimere l'HBeAg ma attraverso altre vie non ancora note. Questo ceppo, detto mutante sull'"e" o e-minus, è responsabile del ritorno del soggetto dallo stato di portatore inattivo allo stato di soggetto epatitico cronico con epatite attiva, caratterizzata dal nuovo incremento della viremia, cioè dell'HBV-DNA nel sangue, nonostante la permanenza dell'anticorpo antiHBe.

## Clinica

### Segni e sintomi

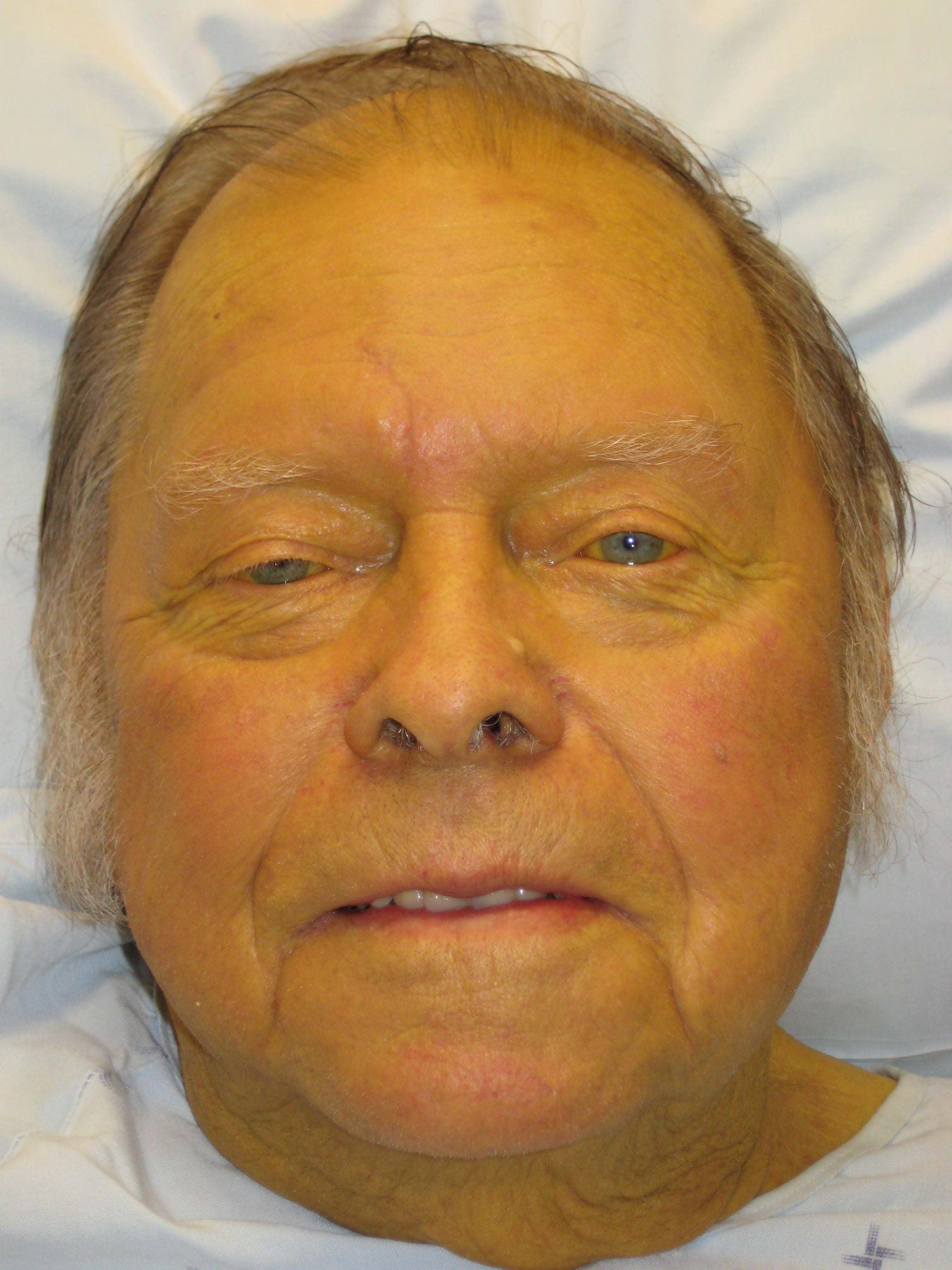
Paziente con ittero, uno dei sintomi dell'infezione acuta da HBV

L'infezione acuta da virus dell'epatite B provoca un'epatite virale acuta, una condizione che si presenta inizialmente con segni e sintomi variegati, come una perdita di appetito, nausea, vomito, dolori muscolari, febbre lieve e urine scure, per poi progredire fino a sviluppare ittero (colorazione giallastra della cute). Tale sintomatologia dura in genere alcune settimane per poi, nella maggior parte delle persone colpite, migliorare gradualmente. Alcuni pazienti possono, invece, sviluppare una forma più grave di epatite che può portare ad una insufficienza epatica fulminante con il conseguente rischio di decesso. Talvolta, l'infezione può essere del tutto asintomatica e non essere riconosciuta.
L'infezione cronica da virus dell'epatite B può essere anch'essa asintomatica o presentare un'infiammazione cronica del fegato (epatite cronica), con probabile conseguente sviluppo di cirrosi dopo alcuni anni. Questa situazione è anche responsabile di un notevole aumento della probabilità di incorrere in un carcinoma epatocellulare (tumore del fegato). In Europa, si stima che l'epatite B e C siano responsabili di circa il 50% dei carcinomi epatocellulari. Pertanto, i portatori cronici del virus HBV sono incoraggiati a evitare il consumo di bevande alcoliche poiché queste aumentano ulteriormente il rischio di incorrere in una cirrosi e tumore del fegato. L'infezione da virus dell'epatite B è stato anche correlato allo sviluppo della glomerulonefrite membranosa (MGN).
In circa l'1-10% di persone con infezione da HBV sono stati riscontriati sintomi che non coinvolgono il fegato, come una reazione simile alla malattia da siero, la vasculite necrotizzante acuta (poliarterite nodosa), la glomerulonefrite membranosa e l'acrodermatite papulare dell'infanzia (sindrome di Gianotti-Crosti). La reazione simile alla malattia da siero si verifica nel contesto dell'epatite B acuta e spesso precede l'insorgenza dell'ittero. Le caratteristiche cliniche sono febbre, rash cutaneo e poliarterite nodosa. I sintomi spesso regrediscono poco dopo la comparsa dell'ittero, ma possono persistere per tutta la fase acuta dell'infezione. Circa il 30-50% delle persone con vasculite necrotizzante acuta (poliarterite nodosa) sono portatori di HBV. La nefropatia associata all'HBV è stata descritta negli adulti ma è più comune nei bambini mentre la glomerulonefrite membranosa è la forma più comune. Altri disturbi ematologici immuno-mediati, come la crioglobulinemia mista essenziale e l'anemia aplastica sono stati individuati come parte delle manifestazioni extraepatiche dell'infezione da HBV, ma la loro correlazione non è stata ben definita, pertanto, probabilmente non dovrebbero essere considerati eziologicamente legati all'infezione da HBV.

### Diagnosi

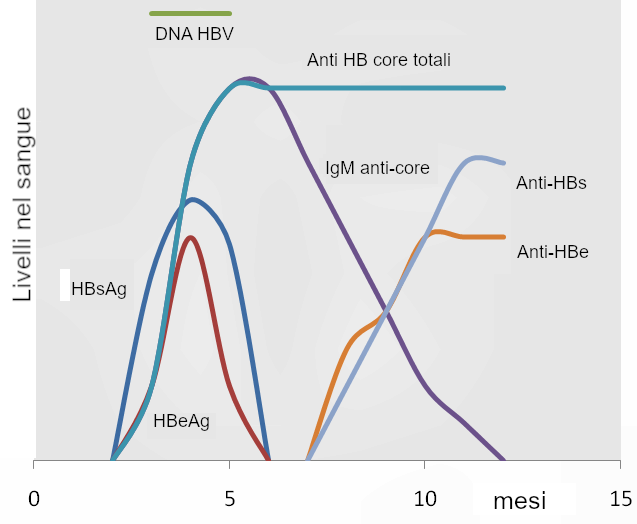
Antigeni del virus dell'epatite B e anticorpi rilevabili nel sangue in un individuo affetto da infezione acuta

Antigeni del virus dell'epatite B e anticorpi rilevabili nel sangue in un individuo affetto da infezione cronica

La corretta diagnosi di epatite B può però essere fatta solo studiando il dosaggio dei marker virali specifici. Le prove per la rilevazione di infezione da virus dell'epatite B prevedono analisi del siero o del sangue che rilevano entrambi gli antigeni virali (proteine prodotte dal virus) o anticorpi prodotti dal soggetto ospitante. L'interpretazione di questi test è complessa.
L'antigene di superficie dell'epatite B (HBsAg) è quello più usato per individuare la presenza dell'infezione, essendo il primo antigene virale ad apparire tra quelli rilevabili. Tuttavia, all'inizio di un'infezione, questo antigene può non essere presente e può essere rilevabile soltanto più tardi poiché eliminato dall'ospite. Il virione infettivo contiene al suo interno una "particella core" che racchiude il genoma virale. La particella core icosaedrica è costituita da 180 o 240 copie della proteina del core, conosciuta come antigene core dell'epatite B o HBcAg. Durante questo periodo finestra, in cui l'ospite è infettivo ma sta combattendo con successo contro il virus, gli anticorpi IgM specifici dell'antigene core (anti-HBc IgM) possono essere l'unica prova sierologica della malattia e pertanto la maggior parte dei test diagnostici per l'epatite B comprendono la conta degli HBsAg e degli anti-HBc (sia IgM che IgG).
Poco dopo la comparsa di HBsAg, compare un altro antigene chiamato antigene "e" dell'epatite B (HBeAg). Di solito, la presenza di HBeAg nel siero di un ospite è associata a tassi molto più alti della replicazione virale e a una maggiore infettività, tuttavia esistono varianti del virus dell'epatite B che non producono l'antigene "e" e quindi questa regola non risulta sempre vera. Durante il corso naturale di un'infezione, l'HBeAg può essere eliminato e successivamente possono formarsi anticorpi contro l'antigene "e" (anti-HBe). Questa conversione è di solito associata con un drastico declino della replicazione virale.
Se il portatore è in grado di eliminare l'infezione, alla fine l'HBsAg diventa inosservabile e saranno invece presenti gli anticorpi IgG per l'antigene di superficie dell'epatite B e l'antigene core (anti-HBs e anti HBc IgG). Il tempo intercorso tra la scomparsa dell'antigene HBsAg e la comparsa degli anticorpi anti-HBs è chiamato "periodo finestra". Una persona che risultasse negativa per HBsAg ma positiva per gli anti-HBs significherebbe che o ha superato un'infezione o è stata vaccinata in precedenza.
Le persone che rimangono HBsAg positivi per almeno sei mesi sono considerate portatori di epatite B. I portatori del virus potrebbero avere l'epatite B cronica, che si riflette in elevati livelli serici di alanina aminotransferasi (ALT) e infiammazione al fegato, rilevabile con una biopsia. I portatori che presentano sieroconversione HBeAg negativa, in particolare quelli che hanno acquisito l'infezione da adulti, hanno assai poca moltiplicazione virale e, quindi, possono essere a minor rischio di complicanze a lungo termine o di trasmettere l'infezione ad altri.

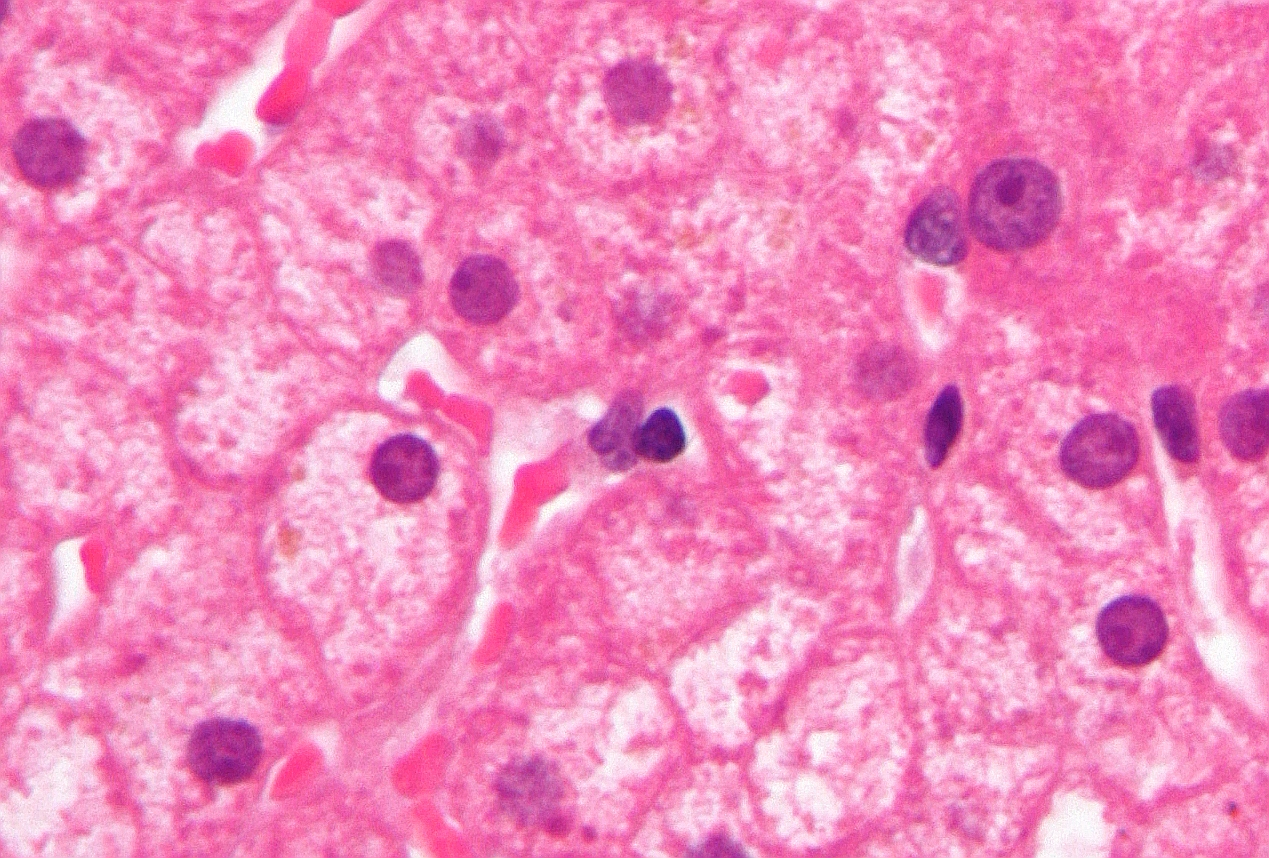
Epatociti con citoplasma a vetro smerigliato visualizzati in una biopsia di un paziente affetto da epatite B cronica

La tecnica della reazione a catena della polimerasi (PCR) può essere utilizzata per rilevare e misurare la quantità di DNA del virus HBV, chiamata carica virale, in campioni clinici. Questi test sono usati per valutare lo stato infettivo di una persona e per monitorarne il trattamento. Gli individui con elevata carica virale tipicamente presentano "epatociti con citoplasma a vetro smerigliato" evidenziati tramite l'analisi di una biopsia epatica.
Riassumendo, i marker virologici infettivi sono:
- HBsAg: antigene Australia o di superficie, positivo al contatto col virus anche nel periodo antecedente alla manifestazione dei segni e sintomi della malattia;
- HBsAb: anticorpi contro l'antigene di superficie prodotti dai linfociti B, positivo dopo la guarigione della malattia o nei soggetti vaccinati;
- HBcAb: anticorpi contro l'antigene del core virale (HBcAg), può esistere di due diverse classi di immunoglobuline: la classe IgM è dosabile in fase acuta mentre la classe IgG lo è per tutta la vita;
- HBeAg: antigene non corpuscolato del core virale; indica attività della malattia e della replicazione virale, è presente in fase acuta e in alcuni tipi di portatore cronico attivo;
- HBeAb: anticorpo contro l'antigene non corpuscolato del core virale, compare nell'epatite acuta quando comincia a risolversi; è presente anche nel portatore cronico sia attivo sia inattivo.

La tabella riassume la diagnosi in base alla presenza dei marker virologici nel siero:
|                            | HBsAg | anti-HBc IgM | anti-HBc IgG | HBV-DNA | HBeAg | anti-HBe | anti-HBs |
| -------------------------- | ----- | ------------ | ------------ | ------- | ----- | -------- | -------- |
| Epatite acuta              | +     | +            | +            | +/-     | +/-   | -        | -        |
| Termine dell'epatite acuta | -     | +            | +            | -       | -     | +        | +        |
| Epatite cronica attiva     | +     | -            | +            | +       | +     | -        | -        |
| Portatore sano             | +     | -            | +            | -       | -     | +        | -        |
| Vaccinazione               | -     | -            | -            | -       | -     | -        | +        |

## Trattamento

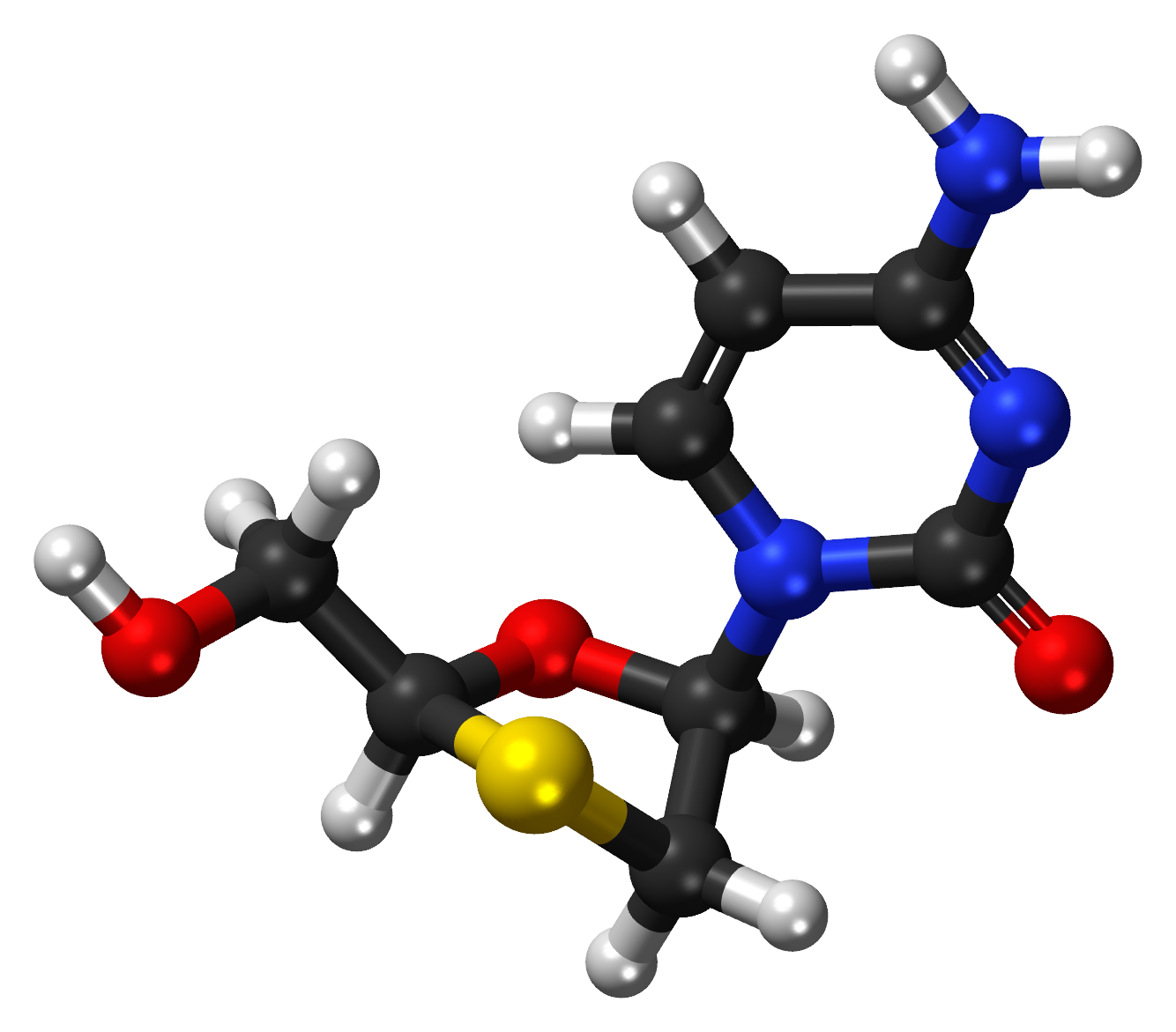
Rappresentazione grafica di una molecola di lamivudina, un farmaco utilizzato per il trattamento dell'epatite B

L'infezione acuta da epatite B generalmente non richiede un trattamento poiché la maggior parte degli adulti è in grado di eliminare l'infezione spontaneamente. Il precoce trattamento antivirale può essere utile solo per meno dell'1% dei pazienti, il cui contagio avviene con un decorso molto aggressivo (epatite fulminante) oppure per soggetti immunocompromessi. In caso di presunta infezione, il prima possibile e preferibilmente entro 24-72 ore si può eseguire una profilassi passiva con iniezioni di immunoglobuline anti-HBV ovvero anticorpi diretti contro il virus e cominciare la vaccinazione completa. D'altra parte, il trattamento dell'infezione cronica può rendersi necessario per ridurre il rischio di cirrosi e cancro al fegato. Gli individui con infezione cronica che presentano elevati valori di alanina transaminasi, un marker di danno epatico, sono candidati alla terapia.
Nei pazienti che presentano elevata carica virale e malattia epatica grave il trattamento farmacologico è raccomandato anche se i livelli di alanina transaminasi (ALT) rientrano nella norma.
Anche se nessuno dei farmaci attualmente disponibili può eliminare l'infezione, alcuni possono bloccare la replicazione del virus, riducendo così al minimo i danni al fegato. Attualmente, ci sono sette farmaci autorizzati per il trattamento dell'infezione da virus dell'epatite B. Questi includono i farmaci antivirali: lamivudina (Epivir), adefovir-dipivoxil (Hepsera), tenofovir (Viread), la telbivudina (Sebivo), entecavir (Baraclude) e i modulatori del sistema immunitario interferone α-2a e peginterferone α-2a (Pegasys). L'uso di interferone, che richiede iniezioni giornaliere o almeno di tre volte alla settimana, è stato soppiantato dall'azione prolungata dell'interferone pegilato che viene iniettato una sola volta alla settimana. Tuttavia, alcuni individui risultano essere molto più propensi a rispondere rispetto ad altri alla terapia e questo potrebbe essere dovuto al diverso genotipo del virus o alla storia del paziente. Il trattamento riduce significativamente la replicazione virale nel fegato e riduce così la quantità di particelle virali misurate nel sangue.
I bambini nati da madri malate di epatite B possono essere trattati con anticorpi del virus dell'epatite B (HBIg). Se gli anticorpi vengono somministrati entro dodici ore dalla nascita, il rischio di contrarre l'epatite B viene ridotta del 90%. La terapia consente inoltre a una madre di allattare il suo bambino in modo sicuro.
Nel luglio 2005, alcuni ricercatori hanno identificato un'associazione tra una proteina che lega il DNA e la capacità di replicazione dell'HBV nel fegato. Il controllo del livello di produzione di questa proteina potrebbe essere utilizzato per il trattamento dell'infezione.
Il trattamento dura da 6 mesi a un anno, a seconda del farmaco e del genotipo del virus.

## Prognosi
no dati
     <10
     10–20
     20–40
     40–60
     60–80
     80–100
     100–125
     125–150
     150–200
     200–250
     250–500
     >500

Disability-adjusted life year dell'epatite B nel 2004 per 100000 abitanti (dati OMS)
no dati
<10
10–20
20–40
40–60
60–80
80–100
100–125
125–150
150–200
200–250
250–500
>500

L'infezione da virus dell'epatite B può essere acuta o cronica. I pazienti con infezione acuta possono eliminare il virus spontaneamente nel giro di settimane o mesi.
I bambini hanno meno probabilità degli adulti di eliminare l'infezione. Più del 95% delle persone che si infettano da adulti sono in grado di guarire completamente e sviluppare l'immunità al virus. Questo dato, tuttavia, scende al 30% per i bambini più piccoli e solo il 5% dei neonati che acquisiscono l'infezione dalla madre al momento della nascita sono in grado di eliminare l'infezione. Questi presenteranno un rischio del 40% di morte, di sviluppare cirrosi o carcinoma epatocellulare. Il 70% dei bambini di età compresa tra uno e sei anni infetti riuscirà ad eliminare il virus.
L'epatite D (HDV) può avvenire solo in concomitanza con l'infezione da epatite B, poiché l'HDV utilizza l'antigene di superficie dell'HBV per formare il capside. La co-infezione con virus dell'epatite D aumenta il rischio di cirrosi epatica e tumore del fegato. La poliarterite nodosa risulta essere più comune nelle persone con infezione da epatite B.
Riassumendo, l'infezione da virus dell'epatite B evolve in quattro situazioni correlate con la risposta immunitaria del soggetto infetto:
- Decorso acuto (ma spesso asintomatico) con completo recupero e acquisizione della immunità dall'infezione (89% dei casi);
- Epatite fulminante con mortalità del 90%: può richiedere il trapianto di fegato (1% dei casi);
- Infezione cronica: persistenza del virus nell'organismo con danno epatico (5-10% dei casi); in questo caso la malattia ha un andamento cronico e può compromettere la funzionalità epatica nel giro di 10-30 anni con l'insorgenza di cirrosi epatica o di carcinoma epatocellulare primitivo (di solito dopo che è già presente la cirrosi);
- Stato di portatore inattivo (5% dei casi): il virus persiste nel fegato ma non provoca danno epatico; può rimanere in questo stato anche tutta la vita, senza arrecare danni nemmeno a lungo termine. Risulta essere poco contagioso.

### Cirrosi
Sono disponibili diversi test per determinare il grado di cirrosi. L'elastografia epatica (FibroScan) è il test preferito ma è particolarmente costoso. L'aspartato aminotransferasi rispetto all'indice del rapporto piastrinico può essere utilizzato quando il costo da affrontare risulta un problema.

### Riattivazione
Il DNA del virus dell'epatite B rimane nell'organismo dopo l'infezione e, in alcune persone, comprese quelle che non hanno quantitativi rilevabili di HBsAg, la malattia può ripresentarsi. Sebbene sia un evento raro, la riattivazione si osserva più spesso nel caso di uso di alcol o di droghe, o in individui con ridotta immunità. L'HBV attraversa cicli di replicazione e non replicazione e circa il 50% dei portatori conclamati sperimenta una riattivazione acuta. I maschi con alanina transaminasi (ALT) basale di 200 UL/L hanno una probabilità tre volte maggiore di sviluppare una riattivazione rispetto a coloro che presentano livelli inferiori. Sebbene la riattivazione possa avvenire spontaneamente, le persone che si sottopongono a chemioterapia hanno un rischio maggiore. I farmaci immunosoppressori favoriscono un aumento della replicazione dell'HBV mentre inibiscono la funzione dei linfociti T citotossici nel fegato. Il rischio di riattivazione varia anche a seconda del profilo sierologico: coloro che hanno quantitativi di HBsAg rilevabile nel sangue presentano un maggior rischio, ma anche colore con solo anticorpi contro l'antigene core sono a rischio. La presenza di anticorpi contro l'antigene di superficie, che sono considerati un marker di immunità, non preclude la riattivazione. Il trattamento di profilassi con farmaci antivirali può prevenire la grave morbilità associata alla riattivazione della malattia da HBV.

## Postumi e follow up
Poiché l'epatite B cronica è una malattia a rischio di complicanze sul lungo periodo (fibrosi, cirrosi e carcinoma epatico), i pazienti devono essere costantemente monitorati per seguire l'evoluzione della malattia. Inoltre, la presenza di malattie del fegato di origine alcolica, autoimmunitaria, o metabolica, può indurre un peggioramento del quadro clinico del paziente. L'ecografia del fegato permette di evidenziare la formazione di eventuali lesioni sospette riconducibili a tumore epatico. A differenza infatti di quanto si verifica in caso di epatite C, il carcinoma epatico da virus dell'epatite B si può manifestare anche in un fegato senza cirrosi: il motivo è che HBV produce la proteina X, che ha un'azione cancerogena diretta sul fegato, a prescindere dallo sviluppo di cirrosi epatica.

## Prevenzione
A differenza dell'epatite A, l'epatite B non è generalmente diffusa attraverso acqua e cibo. Invece essa si trasmette attraverso i fluidi del corpo. La prevenzione è quindi focalizzata a evitare questo tipo di trasmissione: rapporti sessuali non protetti, trasfusioni di sangue, riutilizzo di aghi contaminati e trasmissione verticale durante il parto, sono alcune delle situazioni più a rischio. I neonati possono essere vaccinati alla nascita.

### Vaccino

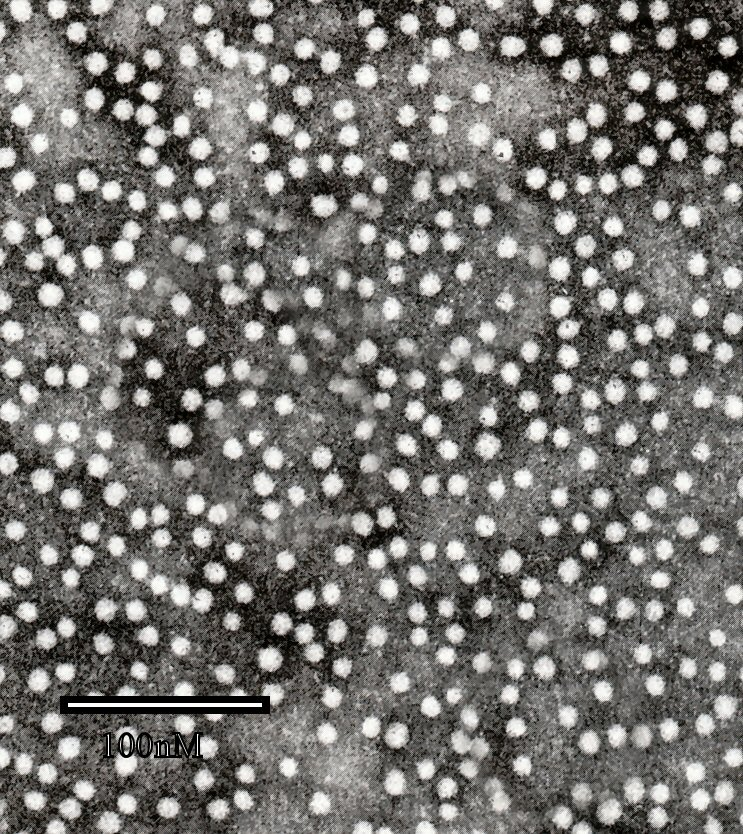
L'antigene HBsAg noto anche come antigene Australia

Per la prevenzione dell'infezione da virus dell'epatite B sono stati sviluppati diversi vaccini a partire dagli anni 1980. Questi si basano sull'uso di una delle proteine dell'involucro del virus (antigene di superficie dell'epatite B o HBsAg). Il vaccino è stato originariamente ottenuto dal plasma di pazienti che avevano contratto da lungo tempo l'infezione da virus dell'epatite B. Tuttavia, dal 1996, viene realizzato grazie a una tecnologia di sintesi del DNA ricombinante che non contiene derivati del sangue. Non si può essere infettati con il virus dell'epatite B da questo vaccino. Il vaccino contro l'epatite B è stato il primo vaccino considerato in grado di prevenire il cancro, in particolare quello del fegato.
La maggior parte dei vaccini viene somministrata in tre dosi nell'arco di giorni. Una risposta protettiva al vaccino è definita come una concentrazione di anticorpi anti-HBs di almeno 10 mUI/ml nel siero del ricevente. Il vaccino risulta essere più efficace nei bambini e nel 95% di coloro che si sono vaccinati si rilevano livelli protettivi di anticorpi. Il dato scende a circa il 90% a 40 anni di età e a circa il 75% in coloro che hanno più di 60 anni. La protezione offerta dalla vaccinazione è di lunga durata, perdurando anche dopo che i livelli di anticorpi scendono al di sotto dei 10 mUI/ml. Per i neonati di madri HBsAg-positive il solo vaccino per l'epatite B, la sola immunoglobulina per l'epatite B o la combinazione dei due, prevengono l'insorgenza della malattia. Inoltre, l'efficacia della combinazione di vaccino più immunoglobuline per l'epatite B è superiore al vaccino da solo. Questa combinazione impedisce la trasmissione dell'HBV al momento della nascita nell'86%-99% dei casi.
Il Tenofovir somministrato nel secondo o terzo trimestre può ridurre del 77% il rischio di trasmissione da madre a figlio se combinato con l'immunoglobulina dell'epatite B e il vaccino contro l'epatite B, soprattutto per le donne in gravidanza con livelli elevati di DNA virale. Tuttavia, non vi sono prove sufficienti a sostegno che la sola somministrazione di immunoglobuline durante la gravidanza possa ridurre le probabilità di trasmissione al neonato. Al 2021 non è stato ancora condotto alcuno studio di controllo randomizzato per valutare gli effetti del vaccino contro l'epatite B durante la gravidanza per prevenire l'infezione infantile.
Tutti coloro che sono a rischio di esposizione a fluidi corporei, come il sangue, dovrebbero essere vaccinati contro l'epatite B. Si raccomanda di eseguire test per verificare l'efficacia dell'immunizzazione e di somministrare ulteriori dosi di vaccino a coloro che non risultano sufficientemente immunizzati.
Negli studi di follow-up a 10-22 anni non si sono riscontrati casi di epatite B tra i soggetti vaccinati con un sistema immunitario normale. Sono state documentate solo rare infezioni croniche. La vaccinazione è particolarmente raccomandata per i gruppi ad alto rischio, tra cui: operatori sanitari, persone con insufficienza renale cronica e uomini che hanno rapporti sessuali con uomini.
Entrambi i tipi di vaccino contro l'epatite B, il vaccino plasma-derivato (PDV) e il vaccino ricombinante (RV) hanno dimostrato un'efficacia simile nel prevenire l'infezione sia negli operatori sanitari che nei gruppi di insufficienza renale cronica. Nel gruppo degli operatori sanitari è stata trovata un'unica differenza relativamente alla via di somministrazione, con quella intramuscolare dimostratasi significativamente più efficace rispetto a quella intradermica.

### Altro
Nella procreazione assistita, il lavaggio dello sperma non è sufficiente per i maschi con epatite B per prevenire la trasmissione a meno che la partner femminile non sia stata vaccinata in modo efficace. Nelle femmine con epatite B, il rischio di trasmissione da madre a figlio con fecondazione in vitro non è diverso da quello riscontrabile nel concepimento spontaneo.
Coloro che presentano un alto rischio di essere infetti dovrebbero essere sottoposti a test. Lo screening viene raccomandato a coloro che non sono stati vaccinati e che siano: persone provenienti da aree geografiche in cui l'epatite B si verifica in più del 2% della popolazione, persone con HIV, tossicodipendenti che assumono stupefacenti per via endovenosa, uomini che hanno rapporti omosessuali non protetti e coloro che vivono con qualcuno con la malattia. Negli Stati Uniti è raccomandato lo screening durante la gravidanza.